# Wielki Krzek

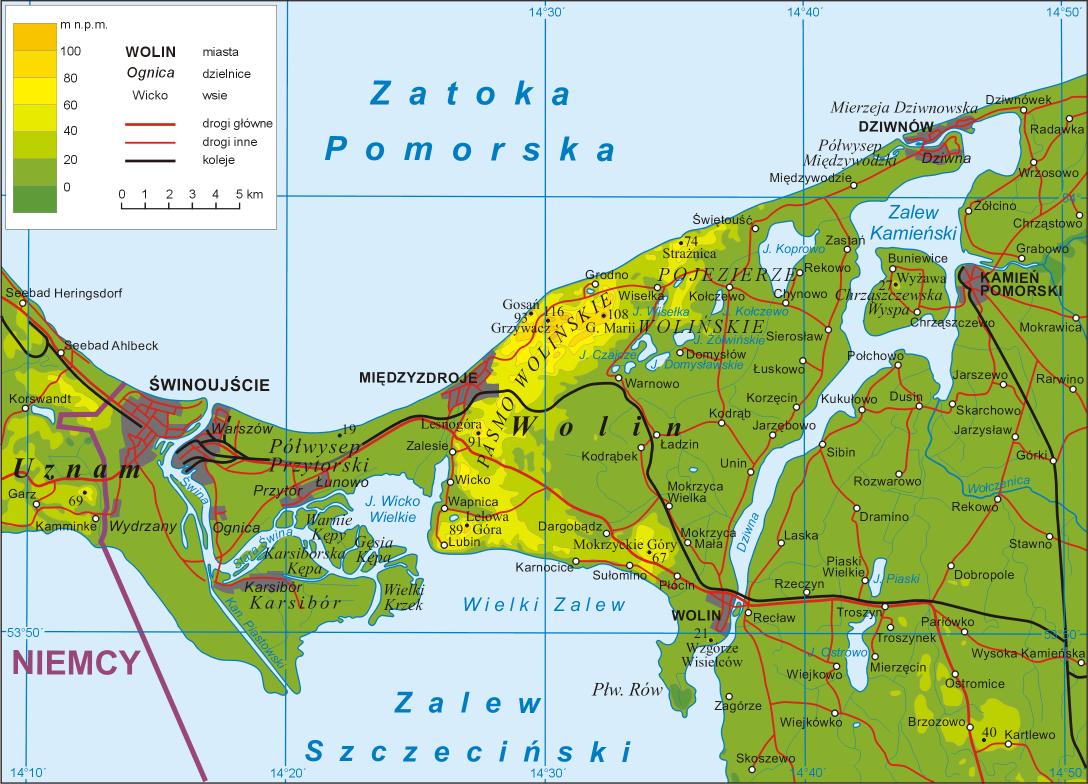
Wielki Krzek phía đông đảo Karsibór

Wielki Krzek (tiếng Đức: Große Kricks) là một hòn đảo của Ba Lan (trước đây là Đức) ở đầm phá Szczecin, gần Wolin, ở cửa wina, phía đông Karsibór. Wielki Krzek không có người ở và được bảo vệ tự nhiên vì có nhiều loài động vật.